# متون دینی پالی

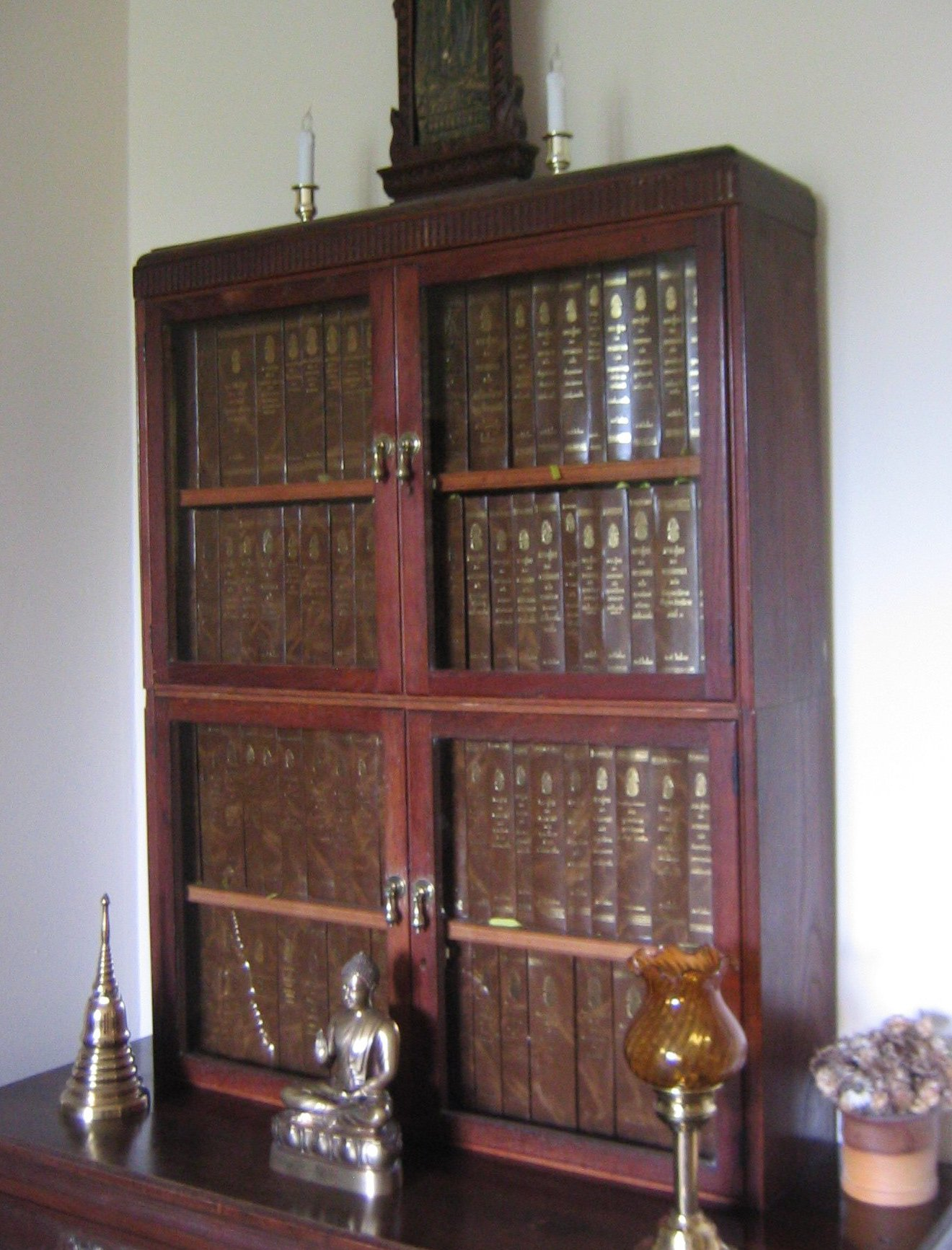
مجموعه ای متون دینی پالی قرار گرفته در کتابخانه فرد بودایی

متون دینی پالی (انگلیسی: Pāli Canon) مجموعه استاندارد متون قانونی و آیینی در سنت ترواده آیین بودایی است. این مجموعه کامل‌ترین قانون بودایی اولیه موجود است و عمدتاً از مکتب تامراشاتیا سرچشمه می‌گیرد.
در طول اولین شورای بودایی، سی سال پس از پری‌نیروانا (مرگ) گوتاما بودا در راجگیر، آننده «سوتا پیتاکا» را خواند و اوپالی «وینایا پیتاکا» را خواند. ارهات حاضر تلاوت‌ها را پذیرفتند و از این پس معارف به صورت شفاهی توسط سانگها حفظ شد. تریپیتاکا (سه سبد) که در زمان پادشاهی پادشاه آشوکا (۲۳۲ پیش از میلاد) به سری‌لانکا منتقل شد، ابتدا به صورت شفاهی حفظ شد و بعداً در شورای چهارم بودایی در سال ۲۹ قبل از میلاد، گاه‌شماری دوران مشترک، تقریباً ۴۵۴ سال پس از مرگ گوتاما بودا نوشته شد. این ادعا که متون «توسط بودا گفته شده» به این معنای غیر تحت‌اللفظی منظور می‌شود.

متون دینی پالی به سه دسته کلی تقسیم می‌شود که به آن پیتاکا می‌گویند (از پالی پیتاکا به معنای «سبد»)، اشاره به ظرف‌هایی دارد که نسخه‌های خطی برگ خرما در آنها نگهداری می‌شد. به همین دلیل، این متن به‌طور سنتی به عنوان تریپیتاکا ("سه سبد") شناخته می‌شود. سه پیتاکا به شرح زیر است:
- وینایا پیتاکا ("سبد انضباط")، که با قوانین یا نظم و انضباط سانگها سروکار دارد.
- سوترا پیتاکا (سوترا/سبد سخنان)، گفتارها و مواعظ بودا، برخی از اشعار مذهبی و بزرگترین سبد است.
- ابهیدهاما پیتاکا، رساله‌هایی که آموزه‌های بودایی، به‌ویژه دربارهٔ ذهن را تشریح می‌کند، سبد «فلسفه سیستماتیک» نیز نامیده می‌شود.[۴]